# Serra da Tronqueira
A Serra da Tronqueira é uma elevação portuguesa localizada no concelho do Nordeste, ilha de São Miguel, arquipélago dos Açores.
Este acidente geológico tem o seu ponto mais elevado a 906 metros de altitude acima do nível do mar.
É nos contrafortes desta serra e no Pico da Vara que se encontra o Priolo, passariforme em vias de extinção com a designação científica de Pyrrhula murina. Este pássaro que até aos príncipios de 2007 apenas podia ser observado nas emidiações desta Serra e no já mencionada Pico da Vara tem sido encontrado já em 2008 a menores altitudes graças aos cuidados de protecção que lhe tem sido aplicados.
Aqui localiza-se também o Centro Ambiental do Priolo, situado na localidade da Pedreira.
Nas suas imediações localiza-se o Pico Bartolomeu e na extremidade oposta o Outeiro Alto.
Nas encostas desta serra nasce a Ribeira da Tosquiada e alguns dos afluentes da Ribeira do Guilherme ou Ribeira dos Moinhos como também é conhecida.